# کوریگرام-۱
کوریگرام-۱ (به لاتین: Kurigram-1) یک منطقهٔ مسکونی در بنگلادش است که در ناحیه کوریگرام واقع شده‌است.